# Julen Lopetegui
Julen Lopetegui Agote (ur. 28 sierpnia 1966 w Asteasu) – hiszpański piłkarz grający na pozycji bramkarza oraz trener piłkarski.

## Kariera klubowa
Lopetegui pochodzi z Kraju Basków. Pierwsze piłkarskie kroki stawiał w młodzieżowej drużynie Realu Sociedad i grał drużynie B. W latach 1983–1985 był w kadrze pierwszej drużyny, ale nie zdołał wygrać rywalizacji z Luisem Arconadą. W 1985 roku przeszedł do Castilla CF, rezerwowej drużyny Realu Madryt. W 1986 i 1988 roku dotarł z nią do ćwierćfinału Pucharu Hiszpanii, a w tym drugim przypadku zajął 3. miejsce w Segunda División, jednak klub nie został dopuszczony do gry w Primera División. Latem 1988 został wypożyczony do UD Las Palmas, a w 1989 roku został włączony do kadry pierwszej drużyny Realu. W jego barwach zadebiutował 28 kwietnia 1990 w zremisowanych 3:3 derbach z Atlético Madryt. Był to zarazem jego jedyny mecz ligowy w pierwszej drużynie Realu, w której był dublerem Francisco Buyo. W 1990 roku został mistrzem Hiszpanii.
W 1991 roku Lopetegui został pierwszym bramkarzem CD Logroñés. Swój pierwszy mecz w tym klubie rozegrał 5 września w spotkaniu z Atlético (0:1). W 1992 roku zajął 10. miejsce w lidze, a z czasem stał się jednym z czołowych bramkarzy ligi. W Logroñés grał do 1994 roku i rozegrał dla tego klubu 107 spotkań.
Latem 1994 Lopetegui został rezerwowym bramkarzem FC Barcelona, w której sporadycznie zastępował Carlesa Busquetsa. W zespole „Blaugrany” zadebiutował 30 kwietnia 1995 w meczu przeciwko Sevilli (2:4). Z Barceloną nie odniósł większych sukcesów w lidze i przez 3 lata rozegrał tylko 5 spotkań dla klubu z Camp Nou.
W 1997 roku Julen przeszedł do Rayo Vallecano. Przez dwa sezony grał z nim w Segunda División, a w 1999 roku wywalczył awans do pierwszej ligi. Przez trzy kolejne lata bronił na zmianę z Amerykaninem Kaseyem Kellerem, a w sezonie 2001/2002 z Imanolem Etxeberrią. Latem 2002 zakończył karierę zawodniczą w wieku 36 lat.

## Kariera reprezentacyjna
W reprezentacji Hiszpanii Lopetegui zadebiutował 23 marca 1994 roku w przegranym 0:2 w Walencji towarzyskim spotkaniu z Chorwacją. W tym samym roku został powołany przez Javiera Clemente do kadry na Mistrzostwa Świata w USA, jednak nie zagrał tam w żadnym spotkaniu i był rezerwowym dla Andoniego Zubizarrety. W kadrze narodowej rozegrał jedno spotkanie.

## Kariera trenerska
W latach 2010–2014 był trenerem młodzieżowych reprezentacji Hiszpanii. Z reprezentacją U-19 zdobył Mistrzostwo Europy w 2011 roku. W 2012 roku objął reprezentację U-21 i zdobył z nią tytuł Mistrza Europy.
W maju 2014 roku został trenerem FC Porto. W związku z podaniem się do dymisji Vicente del Bosque 21 lipca 2016 roku objął funkcję trenera Hiszpanii.
12 czerwca 2018 roku ogłoszono, że po mistrzostwach świata zakończy pracę jako selekcjoner reprezentacji Hiszpanii i obejmie stanowisko trenera Realu Madryt. Następnego dnia został jednak zwolniony z posady szkoleniowca reprezentacji. 14 czerwca został zaprezentowany jako nowy trener Realu
29 października 2018 został zwolniony ze stanowiska trenera Realu Madryt.
4 czerwca 2019 został ogłoszony nowym trenerem hiszpańskiej Sevilli FC.

## Statystyki kariery

### Piłkarz
| Sezon     | Klub           | Kraj      | Rozgrywki        | Mecze | Bramki |
| --------- | -------------- | --------- | ---------------- | ----- | ------ |
| 1983/84   | Real Sociedad  | Hiszpania | Primera División | 0     | 0      |
| 1984/1985 | Real Sociedad  | Hiszpania | Primera División | 0     | 0      |
| 1985/1986 | Castilla CF    | Hiszpania | Segunda División | 27    | 0      |
| 1986/1987 | Castilla CF    | Hiszpania | Segunda División | 22    | 0      |
| 1987/1988 | Castilla CF    | Hiszpania | Segunda División | 13    | 0      |
| 1988/1989 | UD Las Palmas  | Hiszpania | Segunda División | 31    | 0      |
| 1989/1990 | Real Madryt    | Hiszpania | Primera División | 1     | 0      |
| 1990/1991 | Real Madryt    | Hiszpania | Primera División | 0     | 0      |
| 1991/1992 | CD Logroñés    | Hiszpania | Primera División | 34    | 0      |
| 1992/1993 | CD Logroñés    | Hiszpania | Primera División | 37    | 0      |
| 1993/1994 | CD Logroñés    | Hiszpania | Primera División | 36    | 0      |
| 1994/1995 | FC Barcelona   | Hiszpania | Primera División | 3     | 0      |
| 1995/1996 | FC Barcelona   | Hiszpania | Primera División | 2     | 0      |
| 1996/1997 | FC Barcelona   | Hiszpania | Primera División | 0     | 0      |
| 1997/1998 | Rayo Vallecano | Hiszpania | Segunda División | 37    | 0      |
| 1998/1999 | Rayo Vallecano | Hiszpania | Segunda División | 39    | 0      |
| 1999/2000 | Rayo Vallecano | Hiszpania | Primera División | 10    | 0      |
| 2000/2001 | Rayo Vallecano | Hiszpania | Primera División | 16    | 0      |
| 2001/2002 | Rayo Vallecano | Hiszpania | Primera División | 10    | 0      |

### Trener
Aktualne na 28 września 2020.
| Zespół         | Od              | Do                   | Statystyka | Statystyka | Statystyka | Statystyka | Statystyka |
| Zespół         | Od              | Do                   | M          | W          | R          | P          | % W        |
| -------------- | --------------- | -------------------- | ---------- | ---------- | ---------- | ---------- | ---------- |
| Rayo Vallecano | 1 lipca 2003    | 3 listopada 2003     | 11         | 2          | 2          | 7          | 18,18      |
| Real Madryt B  | 1 lipca 2008    | 30 czerwca 2009      | 38         | 18         | 9          | 11         | 47,37      |
| Hiszpania U-19 | 1 sierpnia 2010 | 30 maja 2013         | 11         | 8          | 3          | 0          | 72,73      |
| Hiszpania U-20 | 1 sierpnia 2010 | 30 kwietnia 2014     | 10         | 7          | 2          | 1          | 70,00      |
| Hiszpania U-21 | 8 sierpnia 2012 | 30 kwietnia 2014     | 11         | 11         | 0          | 0          | 100,00     |
| FC Porto       | 1 lipca 2014    | 7 stycznia 2016      | 78         | 53         | 16         | 9          | 67,95      |
| Hiszpania      | 21 lipca 2016   | 13 czerwca 2018      | 20         | 14         | 6          | 0          | 70,00      |
| Real Madryt    | 14 czerwca 2018 | 29 października 2018 | 14         | 6          | 2          | 6          | 42,86      |
| Sevilla FC     | 4 czerwca 2019  | Obecnie              | 56         | 32         | 15         | 9          | 57,14      |
| Łącznie        | Łącznie         | Łącznie              | 249        | 151        | 55         | 43         | 60,64      |

## Osiągnięcia

### Zawodnik
Real Madryt
- Mistrzostwo Hiszpanii: 1989/90

Barcelona
- Superpuchar Hiszpanii: 1994, 1996

Hiszpania U-20
- Wicemistrzostwo świata U-20: 1985

### Trener
Hiszpania U-19
- Mistrzostwo Europy U-19: 2012

Hiszpania U-21
- Mistrzostwo Europy U-21: 2013

Sevilla FC
- Liga Europy UEFA: 2019/20